# Julius Schreck
Julius Schreck (13 de julho de 1898 – 16 de maio de 1936) foi um oficial nazi e próximo de Adolf Hitler. Prestou serviço militar na Primeira Guerra Mundial e pouco depois juntou-se a unidades paramilitares. Em 1920, entrou para o Partido Nazi onde conheceu Hitler tornando-se seu amigo próximo. Schreck foi um dos fundadores das Sturmabteilung ("Secções de Assalto"; SA) sendo muito activo no seu desenvolvimento. No final de 1925, tornou-se no primeiro comandante das Schutzstaffel (SS). Durante um tempo foi motorista de Hitler. Em 1936, Schreck apanhou meningite e morreu em 16 de Maio. Hitler deu-lhe um funeral de estado o qual teve a presença de vários membros da elite nazi.

## Primeiros anos
Julius Schreck nasceu no dia 13 de Julho de 1898 em Munique, uma cidade maioritariamente católica da região da Baviera. Prestou serviço no Exército Alemão durante a Primeira Guerra Mundial. Depois da guerra, tornou-se membro do Freikorps Epp, a uma força para-militar de direita, formada para combater a revolução comunista. Schreck foi um dos primeiros membros do Partido Nacional Socialista dos Trabalhadores Alemães (NSDAP; Partido Nazi), tendo entrado para o partido em 1920 com o número 53. Foi no NSDAP que Schreck conheceu e se tornou amigo de Adolf Hitler.

## Carreira nas SA
Schreck foi um dos membros fundadores das Sturmabteilung ("Secções de Assalto"; SA), ficando envolvido no seu crescimento e desenvolvimento. As SA eram uma ala paramilitar do partido criada para acabar com os oponentes políticos e servir de força de segurança. Hitler, no início de 1923, deu ordem para a criação de uma pequena força para sua segurança e ao seu serviço, em vez de uma massa humana descontrolada como as SA. Originalmente, a unidade era composta por apenas oito homens comandados por Schreck e Joseph Berchtold. Foi designada como Stabswache ("Guarda Pessoal"). A Stabswache recebeu uma identificação própria mas, nesta altura, ainda estava sob o controlo das SA, cuja dimensão não parava de crescer. Schreck foi buscar a Totenkopf ("cabeça da morte") para insígnia da unidade, um símbolo que várias forças de elite tinham usado no passado, como as tropas de assalto especializadas da Alemanha Imperial na Primeira Guerra Mundial, que utilizavam as tácticas de infiltração de Hutier.
Em Maio de 1923, a unidade mudou de nome para Stoßtrupp-Hitler ("Tropa de Choque-Hitler) Esta unidade era a única responsável pela protecção de Hitler. A 9 de Novembro de 1923, a Stoßtrupp, juntamente com as SA e outras forças paramilitares, participaram no Putsch de Munique. O plano era tomar o controlo da cidade num golpe de Estado e enfrentar o governo em Berlim. O putsch foi esmagado prontamente pela polícia local e resultou na morte de 16 nazis e quatro polícias. No rescaldo do golpe de Estado fracassado, Hitler, Schreck, e outros líderes nazis, foram encarcerados na Prisão de Landsberg. O Partido Nazi, e todas as organizações associadas, incluindo a Stoßtrupp, foram oficialmente dissolvidas.

## Carreira nas SS
Depois de Hitler sair da prisão em 20 de Dezembro de 1924, o Partido Nazi foi oficialmente refundado. Em 1925, Hitler instruiu Schreck para organizar a formação de uma nova unidade de guarda pessoal, a Schutzkommando ("Comando de Protecção"). Hitler queria um pequeno grupo de ex-soldados duros como Schreck, leais a ele. A unidade incluía antigos membros da Stoßtrupp como Emil Maurice e Erhard Heiden. A nova unidade apareceu em públio pela primeira vez em Abril de 1925. No mesmo ano, o Schutzkommando foi expandido ao nível nacional, e viu a sua designação alterada para Sturmstaffel ("Esquadrão de Assalto") e, finalmente, para Schutzstaffel ("Esquadrão de Protecção" ou "Tropa de Protecção"; SS) em 9 de Novembro de 1925. Schreck tornou-se membro das SS com o número 5. HItler pediu-lhe para ser o chefe da unidade, tornando-se, assim, o primeiro Reichsführer-SS, apesar de Schreck nunca se ter referido a ele próprio por esse título.
Em 1926, Schreck saiu de Reichführer-SS sendo Berchtold a assumir essa posição. Continuou nas SS como SS-Führer e passou a ser o motorista pessoal de Hitler, depois de Maurice, até 1934. Em 1930, depois de as SS se terem começado a expandir sob a liderança de Heinrich Himmler, Schreck foi nomeado SS-Standartenführer, mas o seu poder era limitado. Schreck serviu ao lado de Hitler e tinham um bom relacionamento.

## Morte
Em 1936, Schreck contraiu meningite, morrendo em 16 de Maio em Munique. Hitler ficou bastante chocado com a sua morte. A sua hierarquia final foi de SS-Oberführer, uma posição entre Coronel e General. Schreck recebeu um funeral de Estado nazi, tendo Hitler a realizar o discurso fúnebre. O funeral de Schreck teve a presença de vários oficiais nazis de topo, incluindo Hermann Göring, Joseph Goebbels, Rudolf Hess, Joachim von Ribbentrop, Konstantin von Neurath, Emil Maurice, Hans Baur, Heinrich Hoffmann e Baldur von Schirach. Tal como em muitas outras sepulturas de membros do Partido Nazi, a sua pedra tumular foi removida, sendo substituída depois da Segunda Guerra Mundial por outra sem qualquer inscrição.